# 柔道一直线
柔道一直線（じゅうどういっちょくせん）是梶原一騎原作、並由永島慎二與斎藤ゆずる作画的日本漫画，此漫畫也被改编為日剧。在『週刊少年キング』（少年画報社）上于1967年至1971年連載。全13巻。

## 介绍
1964年一條直也的父親在東京的奧運柔道比賽中落敗且意外死亡。直也後來得到柔道手車周作教授的技巧，學到不少必殺技。他用地獄車、海老車等招式與父親的競爭者和外國的柔道家比試。

## 電視劇
1969年，日本 TBS電視台（東京放送），將漫畫改編成92集電視劇。香港麗的電視於同年購入播映並起名《柔道小金剛》。

### 主要角色
一条直也（演：桜木健一）
香港譯名：繆志豪，配音：陳曙光
男主角。
一条トメ（演：青木和子）
香港譯名：　　　，配音：黃韻詩
男主角的母親。
車周作（演：高松英郎）
香港譯名：鬼車周，配音：周永光
男主角的師傅。
高原ミキ（演：吉沢京子）
香港譯名：美枝，配音：何雪凝／潘紫英
一条直也的女朋友。
高原三平（演：藤江喜幸）
香港譯名：金城，配音：陳儀馨
美枝的弟弟
風祭右京（演：佐々木剛）
香港譯名：佑京，配音：龔祖澤
大豪寺虎男（演：保高正伸）
香港譯名：戴豪寺，配音：周永坤
赤月旭（演：真山譲次）
香港譯名：錢旭，配音：李學儒
ロバート・クルス（演：マイク・コーンロイ）
香港譯名：郭來士，配音：張生
名號「柔道神童」